# Febbre da cavallo - La mandrakata
Febbre da cavallo - La mandrakata è un film del 2002 diretto da Carlo Vanzina, con protagonista Gigi Proietti.
È il seguito di Febbre da cavallo, sempre con protagonista Proietti, pellicola del 1976 diretta dal regista Steno.
Il film segna il ritorno di Enrico Montesano alla recitazione cinematografica dopo otto anni da Anche i commercialisti hanno un'anima.

## Trama
Nonostante la fine del suo matrimonio e la promessa alla nuova fidanzata Lauretta di chiudere con gli ippodromi, Bruno Fioretti detto "Mandrake" non ha perso il vizio di giocare ai cavalli. Infatti continua imperterrito a scommettere insieme ai suoi nuovi soci: "Micione", quarantenne disoccupato che vive ancora con i genitori a cui ruba gli spiccioli per le scommesse, e l'"Ingegnere", studente di Giurisprudenza fuori sede e fuori corso. I tre, dopo un ottimo inizio dovuto alle capacità informatiche dell'ingegnere, ricominciano sistematicamente a perdere, finché un giorno, durante una corsa, Mandrake nota che un cavallo brocco che arriva sempre ultimo, di nome "Come va va", è esteticamente identico a Pokémon, cavallo plurivincente di proprietà del conte De Blasi. A quel punto concepisce una truffa delle sue: acquistato a poco prezzo "Come va va", scambia nascostamente i due cavalli in modo da far alzare le quotazioni di Pokémon, facendo correre e perdere il brocco al suo posto. Nella truffa vengono coinvolti anche Aurelia, ex fiamma di Mandrake, e il ragionier Antonio Faiella, napoletano truffato da Mandrake.
Effettuato lo scambio, Mandrake e soci devono procurarsi i soldi per la scommessa. Ad aiutare Mandrake arriva a sorpresa il suo ex socio Armando detto "Er Pomata", che tutti credevano morto e invece era scappato in Australia per sfuggire ai creditori. Col suo aiuto, Mandrake e soci mettono su una truffa ai danni del figlio del macellaio "Manzotin", ma riescono a portargli via solo mille euro.
Per procurarsi una adeguata somma di denaro, viene allora imbrogliato addirittura il Cozzaro Nero, grazie al doppio gioco di Aurelia che rivela allo strozzino la truffa architettata da Mandrake e lo convince a scommettere 25.000 euro su Pokémon alla prossima corsa, per poi dividere il ricavato al 50%. Ma in realtà gli altri hanno effettuato un finto riscambio dei cavalli, quindi a correre è ancora il cavallo brocco, che naturalmente perde. Con uno stratagemma i 25.000 euro della scommessa finiscono in mano a Mandrake, il quale ha, nel frattempo, iscritto il cavallo brocco ad un'altra corsa a Montecatini.
Facendo correre Pokémon al suo posto, la gara viene vinta facilmente dal cavallo di Mandrake, ma il conte De Blasi, servendosi di un investigatore privato, ha nel frattempo scoperto tutto, per cui Mandrake e soci evitano la denuncia, ma si ritrovano senza nemmeno i soldi per tornare a Roma. Costretti a scendere dal treno alla prima stazione, Mandrake e Pomata si trovano davanti un baracchino col gioco delle tre carte: i due finiscono per giocarsi, perdendola, l'ultima cosa rimasta: l'orologio d'oro della Prima Comunione che Aurelia aveva dato poco prima a Mandrake.

## Produzione
Nel 2001 i fratelli Carlo e Enrico Vanzina, figli di Steno, decisero di produrre un sequel del famoso cult anni '70 diretto dal padre, Febbre da cavallo.
Gigi Proietti torna nel ruolo del protagonista Mandrake, oltre ad essere il primo film dopo quasi vent'anni in cui l'attore recita in un ruolo pienamente compiuto. Nel cast ci sono Rodolfo Laganà e Andrea Ascolese nei panni dei nuovi soci di Mandrake, Carlo Buccirosso in quelli di un ragioniere truffato che si unirà alla squadra, mentre Nancy Brilli interpreta Aurelia, la nuova protagonista femminile.
I fratelli Vanzina pensarono di costruire la storia interamente sul personaggio di Mandrake, di conseguenza decisero inizialmente di escludere dal cast Francesco De Rosa e Enrico Montesano, che interpretavano i ruoli di dei co-protagonisti del primo film: Felice Roversi e Armando Pellicci, detto Er Pomata. Montesano alla fine venne chiamato, con il personaggio di Er Pomata che fa la sua riapparizione verso le fasi finali del film.
Le riprese si sono svolte nell'estate 2002 tra Roma e Montecatini Terme, mentre il film è uscito nelle sale il 31 ottobre 2002 distribuito dalla Warner Bros. La colonna sonora è la stessa del primo capitolo, ma è stata parzialmente riarrangiata dai maestri Vincenzo Tempera e Fabio Frizzi.
Nei titoli di coda del film compare, in un piccolo cameo, il gruppo comico del Trio Medusa nei panni di tre giocatori.

## Rimandi interni alla serie
- Il nome del notaio che Pomata finge di essere (notaio Magalini) è lo stesso utilizzato per un farmacista truffato nel primo film della serie.
- Quando Mandrake si trova al cimitero sulla tomba di Pomata, ad un certo punto si avvicina la sorella di quest'ultimo, che Mandrake nomina come Ghibli, il vento che uccide, a causa del suo alito terribile. Nel primo film, il soprannome era Tornado, il vento che uccide.
- Quando Antonio rientra nella società scommettendo i 38 euro sul finto "Pokemon", Mandrake gli dice: "E che ce pigli co' 38 euro, un Whisky maschio?" (chiaro riferimento alla pubblicità che Mandrake fa nel primo film).

## Riconoscimenti
- 2003 - Nastro d'argento
  - Migliore attore protagonista (Gigi Proietti)